# Edward Conor Marshall O'Brien
Ne doit pas être confondu avec Conor Cruise O'Brien.
Edward Conor Marshall O'Brien (Ardagh, Comté de Limerick 3 novembre 1880 – Foynes Island, Comté de Limerick 18 avril 1952), plus connu sous le nom de Conor O Brien (sans apostrophe) était un écrivain, architecte, patriote, et marin irlandais.

## Biographie
D'une très ancienne famille d'aristocrates protestants irlandais, il est le petit-fils du politicien William Smith O'Brien, leader de Young Ireland et le demi-frère de l'artiste Dermod O'Brien (en), président de la Royal Hibernian Academy.
Il fait des études d'architecture à Oxford et exerce ce métier de 1909 à 1914 à Dublin.
Membre du Sinn Féin et des Irish Volunteers, il participe, en juillet et août 1914 avec son yacht Kelpie au trafic d'armes, organisé par Erskine Childers avec l'Allemagne, qui alimente la rébellion,.
Il participe à la Première Guerre mondiale dans la Royal Navy.
Ayant perdu le Kelpie sur les rochers de Kintyre, c'est avec son second yacht, Saoirse (liberté en irlandais), qu'il travaille pour Michael Collins et l'État libre d'Irlande comme inspecteur des pêches sur la côte ouest pendant la guerre civile. 
C'est aussi un alpiniste, ami de George Mallory. De 1923 à 1925, invité à participer à une expédition d'alpinisme en Nouvelle-Zélande, il effectue le premier tour du monde d'un petit yacht par le Cap Horn. Son ketch de 13 mètres est le premier bateau à battre le pavillon irlandais dans la plupart des ports qu'il touche.
Durant ce voyage, la Falklands Islands Company lui commande une version agrandie de son voilier, qu'il fera construire à Baltimore, dans le comté de Cork, et convoiera lui-même avec deux matelots. Ce bateau de charge servira pendant 60 ans aux îles Falkland.
En 1928 il épouse l'artiste Katharine (Kitty) Clausen, fille de Sir George Clausen.
Il écrit quatorze livres d'un style vigoureux, certains illustrés par Kitty.
En 1940 il vend Saoirse et, trop vieux pour le service actif, participe à la Seconde Guerre mondiale comme lieutenant de réserve dans le Small Ships Pool de la Royal Navy, convoyant des navires de soutien à travers l'Atlantique,.